# 四河乡 (泗洪县)
四河乡，是中华人民共和国江苏省宿迁市泗洪县下辖的一个乡镇级行政单位。2020年7月，撤销双沟镇、四河乡、峰山乡，设立新的双沟镇。以原双沟镇、四河乡、峰山乡的行政区域为双沟镇行政区域。

## 行政区划
四河乡下辖以下地区：
淮丰社区、淮胜村、淮建村、新淮村、迎淮村、中潼村、潼河村、雪一村、雪二村、雪三村、雪四村、雪五村、养殖一场生活区和养殖二场生活区。